# Conférence de Valladolid
Ne doit pas être confondu avec la controverse de Valladolid, qui porta en 1550 sur le statut des autochtones d'Amérique.
La conférence de Valladolid est une réunion théologique qui se tint à l'université de Valladolid en 1527. Elle se déroula sur seize sessions et avec près de trente intervenants, dans le but de résoudre la très vive polémique suscitée par la réception des idées érasmiennes en Espagne et la critique dont elles faisaient l'objet de la part d'une grande partie du clergé régulier, en particulier des Dominicains et des Franciscains.

## Déroulement
Un document essentiel présenté lors de la réunion était un cahier divisé en dix-sept chapitres traitant des erreurs doctrinales présumées d'Érasme, constitué à la demande de l'inquisiteur général Alonso de Manrique, lui-même érasmiste. Les théologiens de l'École de Salamanque, dirigés par Francisco de Vitoria, et d'autres comme Pedro Margallo et Fernando de Préjano (de l'université de Valladolid) menèrent l'accusation, ceux de l'Université d'Alcalá la défense. En prévision de la condamnation probable de l'érasmisme, l'inquisiteur Manrique suspendit les sessions, sans permettre à la conférence d'aboutir à une conclusion.
En dépit de ce fait, une lettre rédigée par Alfonso de Valdés, érasmiste notoire et conseiller du roi Charles I, au nom de ce dernier, autorisa explicitement la diffusion des ouvrages d'Érasme dans toute l'Espagne et servit par la suite de justificatif aux détenteurs de livres d'Érasme accusés d'hérésie pour prouver que ces écrits avaient « été examinés par une commission de théologiens réunie tout exprès à Valladolid et qui n'y a rien trouvé d'hérétique ».